# László Vadász

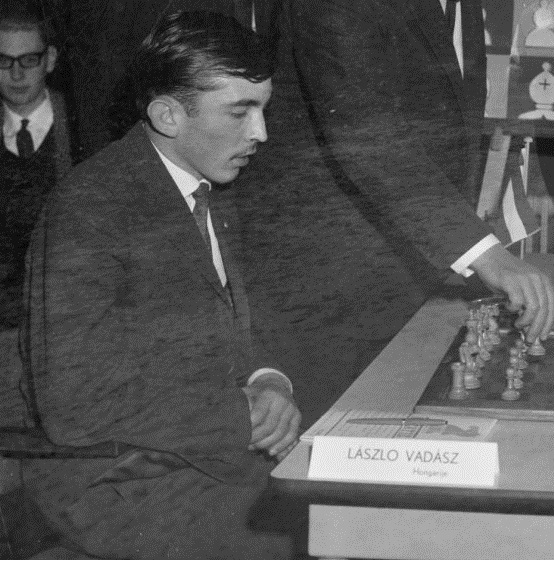
László Vadász (1965)

László Vadász (* 27. Januar 1948 in Kiskunfélegyháza; † 3. Januar 2005) war ein ungarischer Schach-Großmeister.
Vadász gehörte in den 1970er-Jahren zu den stärksten ungarischen Spielern. Sein erster großer Erfolg war der 5. Platz in Groningen bei der U-20 Jugendeuropameisterschaft 1967/68. Vadász wurde 1975 Internationaler Meister und 1976 Großmeister. Mit der ungarischen Nationalmannschaft gewann er die Schacholympiade 1978 in Buenos Aires und erreichte bei den Mannschaftseuropameisterschaften 1977 und 1980 den zweiten Platz.
In der ungarischen Mannschaftsmeisterschaft spielte er zuletzt in der Saison 1999/2000 mit DOZSO SE Pécs in der NB I. Szabó László csoport, der höchsten Spielklasse, und in der Saison 2000/01 mit dem Mat(t)ador SC in der zweithöchsten Spielklasse, der NB I/B. Maróczy csoport.
Vadász siegte oder erreichte den geteilten ersten Platz in folgenden Turnieren: Starý Smokovec (1973), Vrnjačka Banja (1975), Budapest (1976), Ulm (1976), Subotica (1978), Bagneux (1978), Esbjerg (1979, The North Sea Cup) und Zalaegerszeg (1979).
Seine letzte Elo-Zahl betrug 2271, er wurde jedoch als inaktiv geführt, da er nach der ungarischen Mannschaftsmeisterschaft 2000/01 keine Elo-gewertete Partie mehr spielte. Seine höchste Elo-Zahl von 2505 erreichte Vadász im Januar 1978.